# Електрическо осветление
Електрическото осветление е осветление във видимия спектър, получено с помощта на електричество. Това е най-разпространената форма на изкуствено осветление и е от съществено значение за съвременното общество, осигурявайки вътрешно осветление за сгради и външно осветление за вечерни и нощни дейности. В техническата терминология заменяемият компонент, който произвежда светлина от електричество, се нарича лампа, например лампата с нажежаема жичка. Лампите обикновено имат основа от керамика, метал, стъкло или пластмаса, която фиксира лампата в гнездото на осветителното тяло. Електрическото свързване към контакта може да се осъществи с основа с резба, два метални щифта, две метални капачки или байонетна капачка.
Трите основни категории електрически лампи са: лампи с нажежаема жичка, които произвеждат светлина от нажежаема жичка, нагрята до бяло от електрическия ток; газоразрядни лампи, които произвеждат светлина чрез протичането на електрическа дъга през газ, като флуоресцентни лампи и LED лампи на базата на светоизлъчващ диод, който излъчва некохерентна светлина в тесен спектър, когато през него протича електрически ток в права посока.
В началото на XX век, преди електрическото осветление да стане обичайно, хората са използвали свещи, газени лампи, маслени лампи и огньове. Английският химик Хъмфри Дейви разработва първата лампа с нажежаема жичка през 1802 г., последвана от първата електрическа дъга през 1806 г. До 1870-те дъговата лампа на Дейви е успешно комерсиализирана и се използва за осветяване на много обществени места. Усилията на Джоузеф Суон и Томас Едисън водят до това, че търговските лампи с нажежаема жичка стават широко достъпни през 80-те години на XIX век, а в началото на ХХ век те напълно заменят дъговите лампи.
Енергийната ефективност на електрическото осветление се е увеличила радикално след първата демонстрация на дъгови лампи и лампата с нажежаема жичка от XIX век. Съвременните електрически източници на светлина се предлагат в изобилие от видове и размери, адаптирани за много приложения. Повечето съвременно електрическо осветление се захранва от електрическата мрежа, но осветлението може да се захранва и от мобилни или резервни електрически генератори или акумулаторни системи. Захранването с батерии често се използва за случаи, когато стационарното осветление се повреди, често под формата на електрически фенери, както и в превозните средства.

## Видове
Видовете електрическо осветление включват:
- |лампа с нажежаема жичка, загряна нишка в стъклен балон
  - Халогенните лампи са лампи с нажежаема жичка, които използват балон от кварцово стъкло, пълен с халогенен газ
- LED лампа – лампа, която използва излъчващи светлина светодиоди (LED) като източник на светлина
- Дъгова лампа
  - Въглеродна дъгова лампа
  - Ксенонова дъгова лампа, използвана в много светкавици на камери, стробоскопи и цифрови кинопроектори
  - Живачно-ксенонова дъгова лампа
  - Ултра-високопроизводителна лампа, дъгова лампа с живачни пари с ултра високо налягане, използвана в много видео проектори
- Газоразрядна лампа, източник на светлина, който генерира светлина чрез изпращане на електрически разряд през йонизиран газ
  - Флуоресцентна лампа
    - Компактна флуоресцентна лампа, флуоресцентна лампа, предназначена да замени лампа с нажежаема жичка

  - Неонова лампа
  - Лампа с живачни пари
  - Лампа с натриева пара
  - Сярна лампа
  - Металхалогенна лампа
    - Високоинтензивна газоразрядна лампа

  - Безелектродна лампа, газоразрядна лампа, при която мощността се прехвърля в лампата чрез електромагнитни полета или радиовълни
    - Плазмена лампа

Различните видове светлини имат значително различна светлинна ефективност и цвят на светлината.
| Име                      | Оптичен спектър        | Номинална ефективност (lm/W) | Средно време между отказите (часа) | Цветна температура (келвин)     | Цвят                                                          | Индекс на цветопредаване |
| ------------------------ | ---------------------- | ---------------------------- | ---------------------------------- | ------------------------------- | ------------------------------------------------------------- | ------------------------ |
| Лампа с нажежаема жичка  | Непрекъснато           | 4 – 17                       | 2 – 20 000                         | 2400 – 3400                     | Топло бяло (жълтеникаво)                                      | 100                      |
| Халогенна лампа          | Непрекъснато           | 16 – 23                      | 3000 – 6000                        | 3200                            | Топло бяло (жълтеникаво)                                      | 100                      |
| Флуоресцентна лампа      | Живачна линия + фосфор | 52 – 100 (бяло)              | 8 000 – 20 000                     | 2700 – 5000 *                   | Бяло (различни цветови температури), както и наситени цветове | 15 – 85                  |
| Металхалогенна лампа     | Квази-непрекъснат      | 50 – 115                     | 6 000 – 20 000                     | 3000 – 4500                     | Студено бяло                                                  | 65 – 93                  |
| Сярна лампа              | Непрекъснато           | 80 – 110                     | 15 000 – 20 000                    | 6000                            | Бледо зелено                                                  | 79                       |
| Натрий с високо налягане | Широколентов достъп    | 55 – 140                     | 10 000 – 40 000                    | 1800 – 2200 *                   | Розово оранжево                                               | 0 – 70                   |
| Натрий с ниско налягане  | Тясна линия            | 100 – 200                    | 18 000 – 20 000                    | 1800 *                          | Жълто, без цветопредаване                                     | 0                        |
| LED лампа                | Линия плюс фосфор      | 10 – 200 (бяло)              | 50 000 – 100 000                   | Различни бели от 2700 до 6000 * | Различни цветови температури, както и наситени цветове        | 70 – 85 (бяло)           |
| Безелектродна лампа      | Живачна линия + фосфор | 70 – 90 (бяло)               | 80 000 – 100 000                   | Различни бели от 2700 до 6000 * | Различни цветови температури, както и наситени цветове        | 70 – 85 (бяло)           |

*Цветната температура се определя като температурата на черно тяло, излъчващо подобен спектър; тези спектри са доста различни от тези на черните тела.
Най-ефективният източник на електрическа светлина е натриевата лампа с ниско налягане. Той произвежда, за всички практически цели, монохроматична оранжево-жълта светлина, която дава подобно едноцветно възприятие на всяка осветена сцена. Поради тази причина той обикновено е запазен за приложения за външно обществено осветление. Натриевите лампи с ниско налягане са предпочитани за обществено осветление от астрономите, тъй като светлинното замърсяване, което генерират, може лесно да се филтрира, за разлика от широколентовите или непрекъснатите спектри.

### лампа с нажежаема жичка
Модерната лампа с нажежаема жичка, с навита волфрамова нишка и комерсиализирана през 20-те години на XX век, е разработена от лампата с въглеродна нажежаема жичка, въведена около 1880 г.
По-малко от 3% от вложената енергия се преобразува в използваема светлина. Почти цялата входяща енергия завършва като топлина, която в топъл климат след това трябва да бъде отстранена от сградата чрез вентилация или климатизация, което често води до по-голяма консумация на енергия. В по-студен климат, където се изисква отопление и осветление през студените и тъмни зимни месеци, страничният продукт на топлината има известна стойност. Лампите с нажежаема жичка се премахват постепенно в много страни поради ниската им енергийна ефективност.
Освен лампите за нормално осветление, има много широк диапазон, включително ниско напрежение, нискоенергийни видове, често използвани като компоненти в оборудването, но сега до голяма степен изместени от светодиоди.

### Халогенна лампа
Халогенните лампи обикновено са много по-малки от стандартните лампи с нажежаема жичка, тъй като за успешна работа температурата на лампата над 200 °C обикновено е необходимо. Поради тази причина повечето имат колба от стопен силициев диоксид (кварц) или алумосиликатно стъкло. Това често е запечатано в допълнителен слой стъкло. Външното стъкло е предпазна мярка за намаляване на ултравиолетовите емисии и за задържане на горещи стъклени парчета, ако вътрешният плик експлодира по време на работа. Маслените остатъци от пръстови отпечатъци могат да доведат до счупване на обвивката от горещ кварц поради прекомерно натрупване на топлина на мястото на замърсяване. Рискът от изгаряния или пожар също е по-голям при голи лампи, което води до забрана им на някои места, освен ако не са затворени от осветителното тяло.
Тези, предназначени за 12- или 24-волтова работа, имат компактни нишки, полезни за добър оптичен контрол. Освен това те имат по-висока ефективност (лумена на ват) и по-добър живот от нехалогенните видове. Светлинната мощност остава почти постоянна през целия им живот.

### Флуоресцентна лампа
Флуоресцентните лампи се състоят от стъклена тръба, която съдържа живачни пари или аргон под ниско налягане. Електричеството, протичащо през тръбата, кара газовете да отделят ултравиолетова енергия. Вътрешността на тръбите е покрити с люминофор, който излъчва видима светлина при удар от ултравиолетови фотони. Те имат много по-висока ефективност от лампите с нажежаема жичка. За същото количество генерирана светлина те обикновено използват около една четвърт до една трета от мощността на нажежаема жичка. Типичната светлинна ефективност на флуоресцентните осветителни системи е 50 – 100 лумена на ват, няколко пъти по-висока от ефективността на лампите с нажежаема жичка със сравнима светлинна мощност. Флуоресцентните лампи са по-скъпи от лампите с нажежаема жичка, тъй като те изискват баласт за регулиране на тока през лампата, но по-ниската цена на енергия обикновено компенсира по-високата първоначална цена. Компактните флуоресцентни лампи се предлагат в същите популярни размери като лампите с нажежаема жичка и се използват като енергоспестяваща алтернатива в домовете. Тъй като съдържат живак, много флуоресцентни лампи се класифицират като опасен отпадък. Агенцията за опазване на околната среда на Съединените щати препоръчва флуоресцентните лампи да се отделят от общите отпадъци за рециклиране или безопасно изхвърляне, а някои юрисдикции изискват рециклирането им.

### LED лампа
Твърдотелният светодиод (LED) е популярен като индикаторна светлина в потребителската електроника и професионалното аудио оборудване от 70-те години на миналия век. През 2000-те ефикасността и производителността се повишиха до точката, в която светодиодите сега се използват в осветителни приложения като автомобилни фарове и спирачни светлини, във фенерчета и светлини за велосипеди, както и в декоративни приложения, като празнично осветление. Индикаторните светодиоди са известни със своя изключително дълъг живот, до 100 000 часа, но светодиодите за осветление работят много по-малко консервативно и следователно имат по-кратък живот. LED технологията е полезна за дизайнерите на осветление, поради ниската си консумация на енергия, ниското генериране на топлина, мигновено управление на включване/изключване, а в случай на едноцветни светодиоди, непрекъснатост на цвета през целия живот на диода и относително ниска цена на производство. Животът на светодиода зависи силно от температурата на диода. Работата на LED лампа в условия, които повишават вътрешната температура, може значително да съкрати живота на лампата.

### Въглеродна дъгова лампа
Въглеродните дъгови лампи се състоят от два въглеродни прътови електрода на открито, захранвани от токоограничаващ баласт. Електрическата дъга се задейства чрез докосване на върховете на пръчките, след което се разделят. Следващата дъга произвежда нажежена до бяло плазма между върховете на пръчките. Тези лампи имат по-висока ефективност от лампите с нажежаема жичка, но въглеродните пръти са краткотрайни и изискват постоянно регулиране при употреба, тъй като интензивната топлина на дъгата ги ерозира. Лампите произвеждат значителна ултравиолетова мощност, изискват вентилация, когато се използват на закрито, а поради интензитета си се нуждаят от защита от пряк поглед.
Изобретен от Хъмфри Дейви около 1805 г., въглеродната дъга е първата практична електрическа светлина. Използван е в търговската мрежа в началото на 1870-те за големи сгради и улично осветление, докато не е заменен в началото на XX век от лампата с нажежаема жичка. Въглеродните дъгови лампи работят с висока мощност и произвеждат бяла светлина с висок интензитет. Те също са точков източник на светлина. Те остават в употреба в ограничени приложения, които изискват тези свойства, като филмови проектори, сценично осветление и прожектори, до след Втората световна война.

### Газоразрядна лампа
Газоразрядната лампа има обвивка от стъкло или силициев диоксид, съдържаща два метални електрода, разделени от газ. Използваните газове включват неон, аргон, ксенон, натрий, метален халогенид и живак. Основният принцип на работа е почти същият като въглеродната дъгова лампа, но терминът „дъгова лампа“ обикновено се отнася до въглеродни дъгови лампи, с по-модерни типове газоразрядни лампи, обикновено наричани газоразрядни лампи. При някои газоразрядни лампи се използва много високо напрежение за задействане на дъгата. Това изисква електрическа верига, наречена запалител, която е част от електрическата баластна верига. След удара на дъгата вътрешното съпротивление на лампата пада до ниско ниво и баластът ограничава тока до работния ток. Без баласт, излишният ток би потекъл, причинявайки бързо разрушаване на лампата.
Някои видове лампи съдържат малко неон, което позволява удар при нормално работно напрежение, без външна верига за запалване. Натриевите лампи с ниско налягане работят по този начин. Най-простите баласти са просто индуктор и се избират там, където цената е решаващ фактор, като улично осветление. По-модерните електронни баласти могат да бъдат проектирани да поддържат постоянна светлинна мощност през целия живот на лампата, могат да задвижват лампата с квадратна вълна, за да поддържат мощността без трептене, и да се изключват в случай на определени неизправности.

### Означения
Много лампи или електрически лампи са посочени в стандартизирани кодове на формата и имена на цокъла. Лампите с нажежаема жичка и техните модернизирани заместители често се определят като „A19/A60 E26/E27“, общ размер за този вид лампи. В този пример параметрите „A“ описват размера и формата на лампата, докато параметрите „E“ описват основния размер на цокъла с едисонова резба и характеристиките на резбата.

В електрическите схеми лампите обикновено са показани като символи. Има два основни типа символи, това са:
- Хиксът в кръг обикновено представлява лампа като индикатор. (ANSI/IEEE Std 315A-1986)
- Полукръглата вдлъбнатина в кръг, която обикновено представлява лампа като източник на светлина

## Продължителност на живота на лампата
Продължителността на живота за много видове лампи се определя като броя часове на работа, при които 50% от тях се отказват, което е средният живот на лампите. Производствените толеранси от само 1% могат да създадат отклонение от 25% в живота на лампата, така че като цяло някои лампи ще се повредят много преди номиналната продължителност на живота, а някои ще издържат много по-дълго. За светодиодите животът на лампата се определя като времето на работа, при което 50% от лампите са преживели 70% намаление на светлинната мощност.
Някои видове лампи също са чувствителни към цикли на превключване. Стаи с често превключване, като бани, могат да очакват много по-кратък живот на лампата от това, което е отпечатано на кутията. Компактните флуоресцентни лампи са особено чувствителни към циклите на превключване.

## Обществено осветление
Общото количество изкуствена светлина (особено от уличното осветление) е достатъчно, за да могат градовете да бъдат лесно видими през нощта от въздуха и от космоса. Тази светлина е източникът на светлинно замърсяване, което пречи на астрономите и други.

## Друга употреба
Електрическите лампи могат да се използват като източници на топлина, например в инкубатори, като инфрачервени лампи в ресторанти за бързо хранене и играчки като Kenner Easy-Bake Oven.
Поради техните нелинейни характеристики на съпротивление, лампите с волфрамова нажежаема жичка отдавна се използват като бързодействащи термистори в електронните схеми. Популярните употреби включват:
- Стабилизиране на синусоидални осцилатори
- Защита на високоговорители в корпуси за високоговорители; излишният ток, който е твърде висок за високоговорителя, осветява светлината, вместо да унищожава пищяла.
- Автоматичен контрол на силата на звука в телефоните

Стилизирано изображение на електрическа лампа е логото на турската партия АК.

## Използване на осветление по време на военни операции
На разсъмване на 16 април 1945 г. Червената армия започва офанзива по превземането на град Берлин, столица на нацисткия Трети райх. Мощни прожектори заслепяват немските войски и осветяват някои участъци за пробива в отбраната на града.

## Културна символика
В западната култура е прието, че изобразяването на светнала лампа над главата на човек означава внезапно хрумнала мисъл.